# Franta Anýž

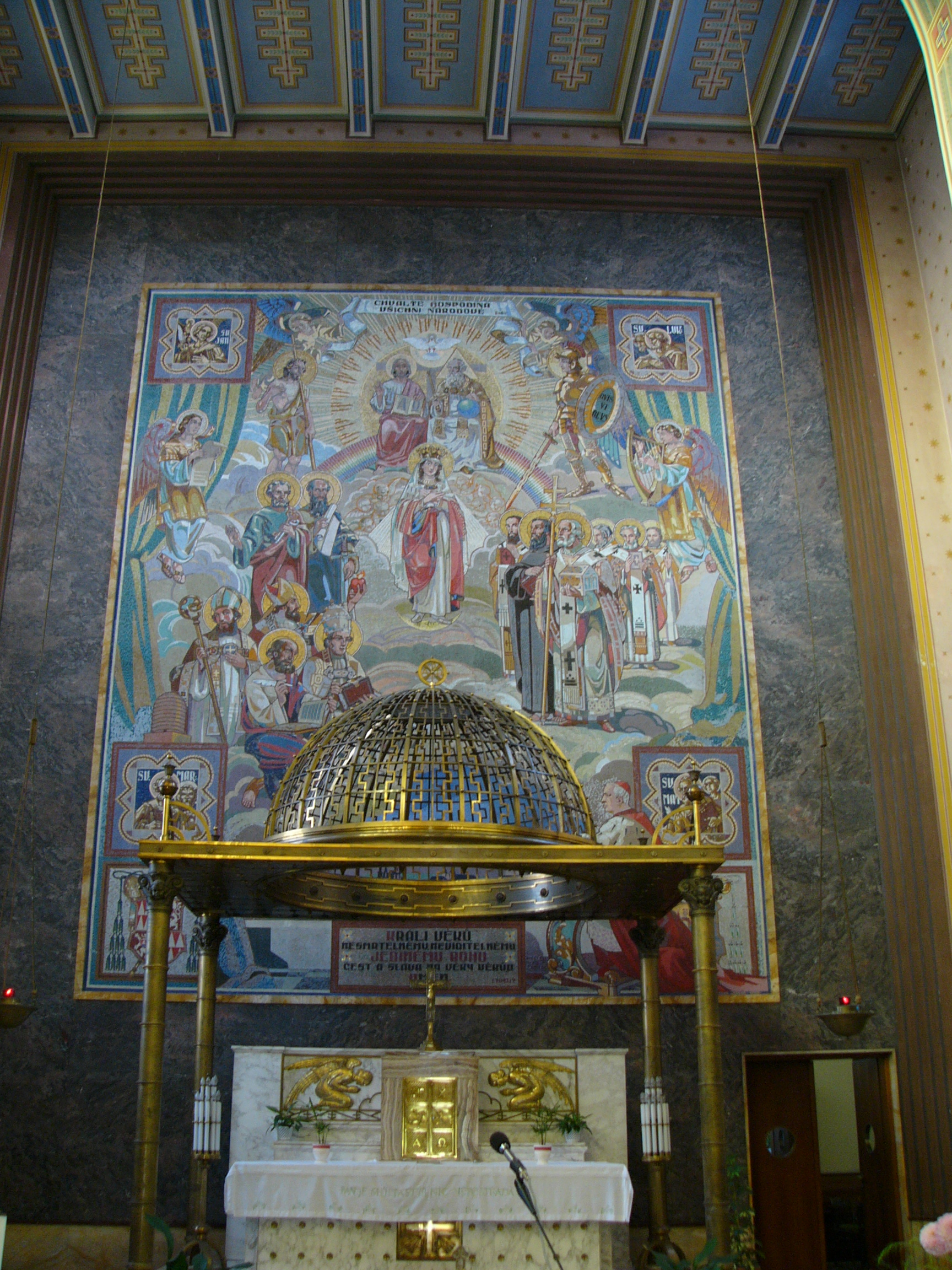
Franta Anýž je mj. autorem mosazných prvků hlavního oltáře kostela svatého Cyrila a Metoděje v Olomouci

Franta (František) Anýž (1. února 1876 Nová Ves (Zaječov), Rakousko-Uhersko – 8. října 1934 Gerlachov, Tatranská Polianka, tehdy Československo) byl český řezbář, návrhář a výrobce kovových uměleckých předmětů (včetně šperků a svítidel), cizelér, medailér a podnikatel.

## Život
František Anýž se narodil v Nové Vsi u Rokycan jako nejstarší z osmi dětí hutníka Františka Anýže a jeho manželky Benigny, rozené Černé. Pokřtěn byl na faře ve Svaté Dobrotivé (dnes místní část Zaječova). Vyučil se modelérem, formířem a cizelérem železné litiny v železárnách v Komárově u Hořovic. Pro své nadání byl doporučen ke studiu na Umělecko-průmyslové škole v Praze, kde studoval v letech 1892—1899, nejdříve v ateliéru profesora Celdy Kloučka, Antona Helméssena, Emanuela Kautsche, a dále dekorativních předmětů z kovu u Emanuela Nováka.
Na studijní cestě po Německu a Francii navštívil zejména Norimberk, Mnichov a Světovou výstavu v Paříži. Roku 1901 se oženil s Pavlínou Schnirchovou, neteří sochaře Bohuslava Schnircha, která přinesla věnem do podnikání zásadní finanční obnos a podílela na také na výtvarných návrzích výrobků, zejména osvětlovadel. V letech 1896–1900 Anýž bydlel v Rokycanech, kde vedl svou dílnu a při odlévání spolupracoval s železárnou v Komárově. V roce 1902 se spolužákem Prokopem Nováčkem založil nový závod na výrobu odlévaných a tepaných kovových předmětů v Praze. Roku 1910 zakoupil pozemek pro svou samostatnou továrnu v Praze - Holešovicích v ulici U Průhonu 34. Vystavěl halu se slévárnou, dílnami, výrobnu osvětlovadel, ražebnu medailí, plaket a odznaků. Roku 1912 přistavěl rodinný dům. Měl dva syny, starší ing. Jaroslav Anýž (* 1902) pracoval v otcově podniku, mladší František (* 1903) zprvu také.
Své rané práce publikoval tiskem ve školním albu Umprum. Po roce 1918 převážila realizace soch a dekorativních předmětů podle cizích návrhů.
V letech 1896–1913 byl Anýž členem Spolku výtvarných umělců Mánes. Anýž byl roku 1915 odveden jako voják na ruskou frontu, v zajetí se kromě jiných onemocnění nakazil malárií. Trpěl zřejmě Graves-Basedowovou chorobou.
Továrna a její závody byly po 2. světové válce znárodněny, provozovna Zukov byla v provozu až do 70. let 20. století.
Zemřel roku 1934. Pohřben byl v rodinné hrobce na Olšanských hřbitovech.

## Dílo
Anýžova umělecká a reprodukční práce zahrnovala jak bronzové pomníky, tak mosazné a železné mříže, osvětlovadla, kování. Je zastoupena v mnoha muzejních sbírkách (UPM Praha, NM, MhMP, GhMP, NG).

### monumentální práce – sochy a pomníky (prováděcí práce)
- odlitek sochy Ukřižovaného Krista na vrcholu Mohyly míru u Slavkova
- pamětní deska na rodném domě Maxe Švabinského v Kroměříži od Josefa Šejnosty
- bronzový pomník Jana Amose Komenského z roku 1931 od Josefa Axmanna v Kroměříži, který je chráněn jako nemovitá kulturní památka pod rejstříkovým číslem 14099/7-6026[6]
- socha generála M. R. Štefánika se lvem a čsl. státním znakem pro Bratislavu
- pomník prezidenta Wilsona pro Prahu (1928), zničen nacisty 1941, replika obnovena 2008
- model pomníku Jana Žižky, návrh Bohuslav Schnirch, 1880
- stříbrné a mosazné doplňky oltářů, svícny a kalichy pro Svatovítskou katedrálu (např. svatostánek ve Svatováclavské kapli)
- kovové mříže a svítidla ve Francouzské kavárně Obecního domu v Praze
- kovové prvky v interiérech paláce Adria v Praze.
- kovové prvky v interiérech zámeckého sídla v Býchorech
- kovové prvky hlavního oltáře kostela sv. Cyrila a Metoděje v Olomouci
- reliéf z návrhu Čeňka Vosmíka Zmrtvýchvstání Krista a další bronzové prvky na hrobce Rodina Stanclova a ze Schullernů na hřbitově v Mařaticích

### drobné formáty
- reliéfní desky a plakety podle návrhů Stanislava Suchardy, Franty Uprky, Bohumila Kafky či Františka Bílka
- svítidla, lampy, často podle návrhů manželky Pavlíny Anýžové
- novoročenky, upomínkové předměty a odznaky na všesokolské slety, často dle návrhů Stanislava Suchardy
- stylově secesní šperky, často s českými granáty
- příbory a psací soupravy
- střenky s mosazným emblémem České zbrojovky pro pistole ČZ model 22[7]
- klíč – insignie rektora Univerzity Karlovy v secesním stylu

## Galerie

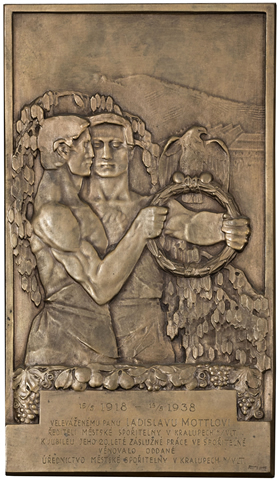
Franta Anýž, bronzová plaketa
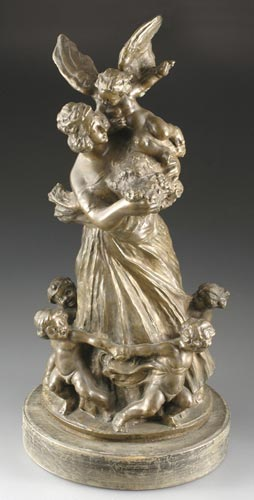
Franta Anýž, bronzová plastika
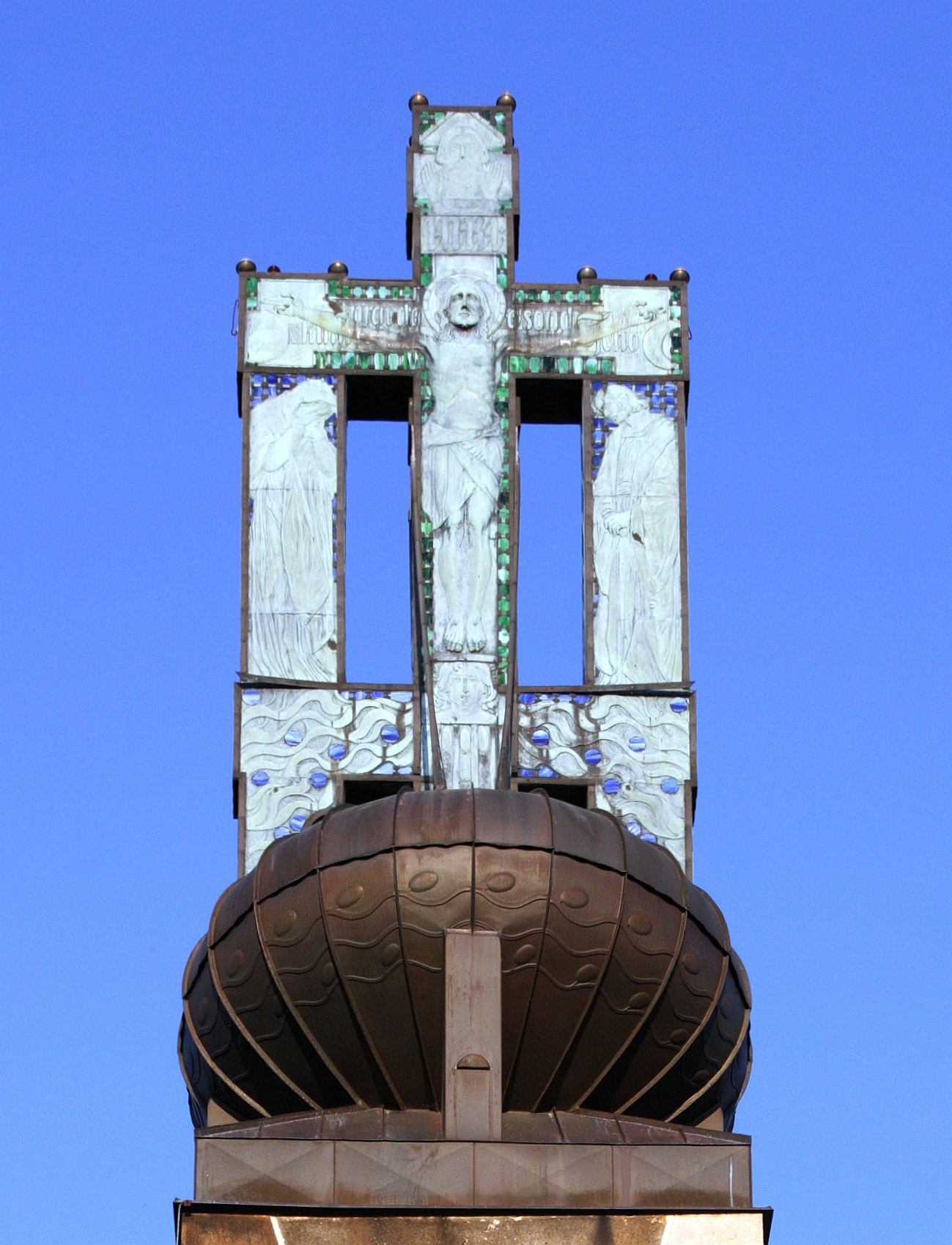
Mohyla míru – staroslovanský kříž
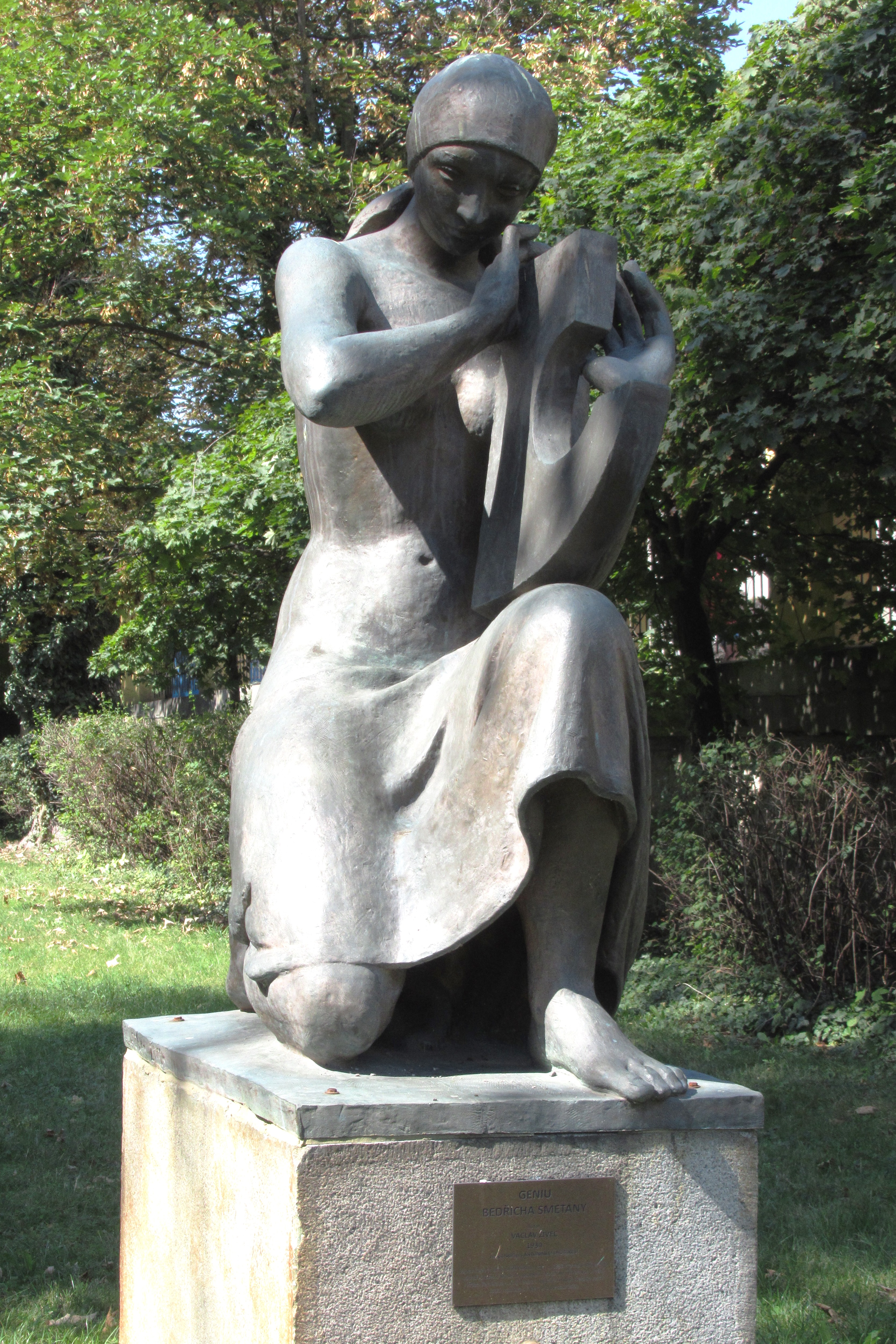
Bronzová plastika Múza, Beroun, Pakostův sad